# Davidovac
Davidovac (kyrillisch Давидовац) ist ein Dorf in der Opština Kladovo und im Bezirk Bor, und somit im Osten Serbiens. Es befindet sich am rechten Ufer der Donau, nahe der Stadt Kladovo.

## Einwohner
Die Volkszählung 2002 (Eigennennung) ergab, dass 610 Menschen im Dorf leben.
Weitere Volkszählungen:
- 1948: 627
- 1953: 714
- 1961: 646
- 1971: 710
- 1981: 683
- 1991: 626